# Auxa subobliquata
Auxa subobliquata là một loài bọ cánh cứng trong họ Cerambycidae.